# Wuhan-Yangtzebrug
De Wuhan-Yangtzebrug (Chinees: 武漢長江大橋 / 武汉长江大桥, Hanyu pinyin: Wǔhàn Chángjiāng Dàqiáo) is de allereerste brug in China over de Yangtze. De brug ligt in Wuhan en verbindt de oevers van de grootste rivier in China. Het werd voor het verkeer officieel geopend in 1957. Het was een van de belangrijkste projecten in het eerste Vijfjarenplan van de Volksrepubliek China.
De Yangtze is een van de grootste rivieren van het land. Wuhan was het eindpunt van twee belangrijke spoorlijnen, de Peking-Hankou-spoorlijn uit het noorden en de Guangzhou-Hankou-spoorlijn uit het zuiden. Hier werd de lading met boten overgevaren, en vervolgde de reis verder per spoor. Dit leverde veel vertraging en werk op en de noodzaak van een brug werd al vroeg gevoeld. De eerste plannen voor een brug werden gemaakt in 1910. Tussen 1913 en 1948 volgden nog vier studies maar geen van de studies leidde tot de daadwerkelijke bouw. Van de bouw werd afgezien om technische en financiële redenen, maar ook de langdurige oorlog met Japan (1937-1945) en de Chinese Burgeroorlog (1945-1949) speelden ook een rol.
Het ingenieursbureau van het Ministerie van Spoorwegen was verantwoordelijk voor het ontwerp en de bouw van de brug. De bouw begon op 25 september 1955 en werd precies twee jaar later afgerond. Bij de bouw waren ook Sovjet ingenieurs betrokken, ze bekeken de plannen en een delegatie van 28 Russen kwam naar de bouwplaats om te assisteren. De brug werd op 15 oktober 1957 officieel geopend.
De brug heeft twee niveaus. Op de bovenste laag liggen twee tweestrooksbanen voor het wegverkeer. Op de laag eronder ligt een dubbelspoor. Dit maakt treinverkeer over het hele traject van Peking naar Guangzhou mogelijk. Wuhan ligt centraal in China en is een belangrijk knooppunt voor het treinverkeer tussen Zhongyuan in Noord-China en belangrijke havensteden als Hongkong en Guangzhou in het zuiden. De Peking-Wuhan spoorlijn kwam in 1906 in gebruik en de Wuhan-Guangzhou spoorweg volgde in 1936.

## Afbeeldingen

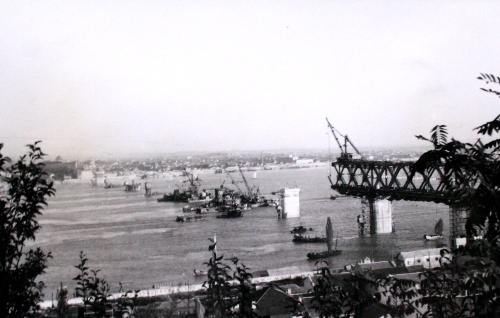
De brug tijdens de bouw
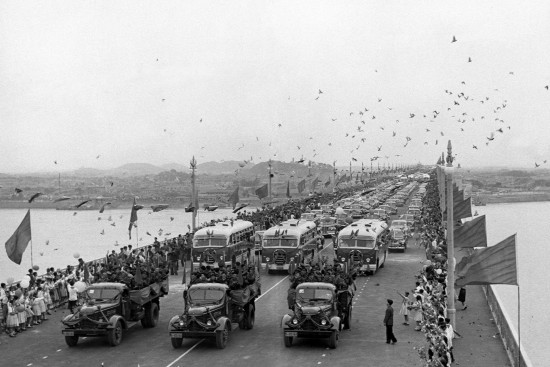
Officiële opening
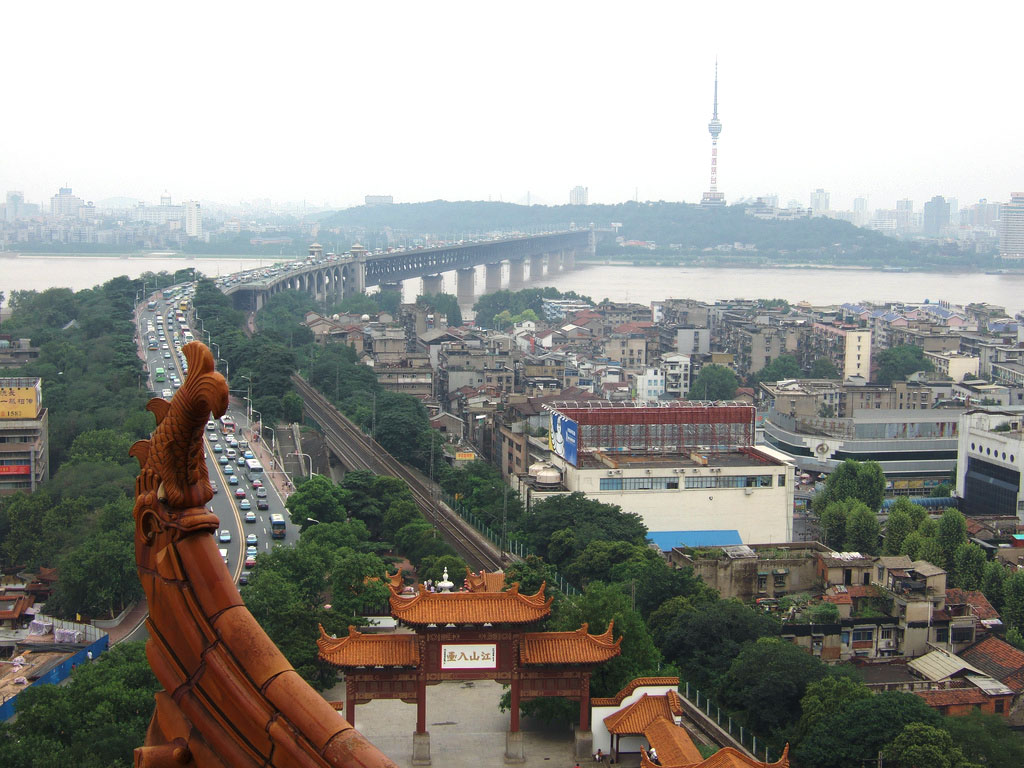
Zicht op de brug (2005)